# Viqueque
Pour la municipalité, voir Viqueque (municipalité) et Viqueque (Poste administratif).
Viqueque est une ville du Timor oriental, peuplée de 6 078 habitants en 2010.
Capitale de municipalité de Viqueque et du poste administratif de Viqueque.